# As Eyla
As Ela (auch: As Eyla, Diksa, ‘As ‘Êla; arabisch ايلى) ist eine Stadt in der Region Dikhil von Dschibuti, an der Grenze zu Äthiopien. Die Stadt ist zugleich Hauptort des gleichnamigen Distrikts, des südwestlichsten Verwaltungsdistrikts in Dschibuti.

## Geographie

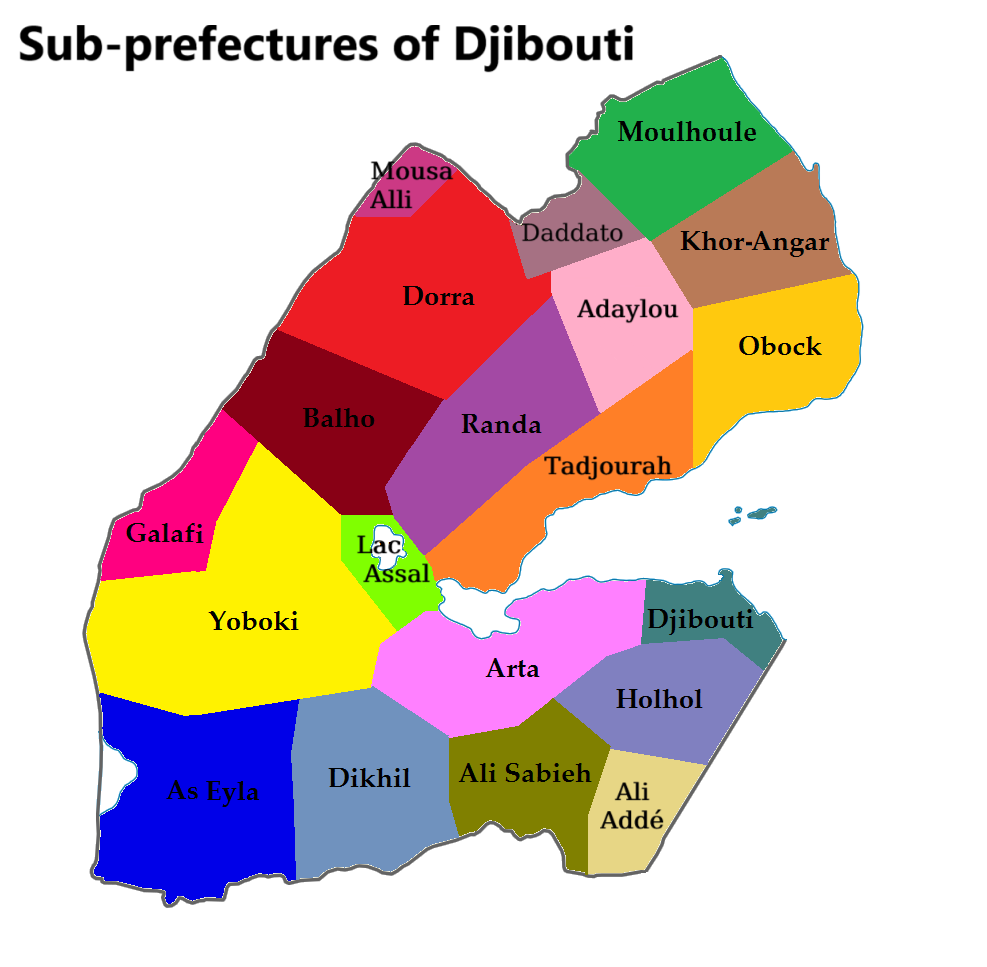
Distrikte von Dschibuti

Die Stadt liegt ca. 160 km südwestlich der Hauptstadt, Dschibuti und 5 km nördlich der Grenze zu Äthiopien. Der National Highway 6 verläuft durch die Stadt und der ehemalige Krater Abbe-See ist ein Touristenziel. Der Ort liegt am Oued Katoumbati, der dort in das Wadi Garabl'iya mündet.

## Demographie
2016 wurde die Bevölkerung von As Eyla auf 17.000 Einwohner geschätzt. Die Einheimischen gehören hauptsächlich zu Afro-Asiatischen ethnischen Gruppen, hauptsächlich Afar und Issa.

## Geschichte
Asa Ragid ist eine archäologische Stätte in dem Gebiet. Die umgebenden Berge bestehen aus relativ jungem Rhyolith und Basalt, deren Alter man auf 7000 bis 8000 Jahre schätzt. Man hat Abfallhaufen mit Austernschalen gefunden, sowie kreisförmige Steinstrukturen und eine Mikrolith-Industrie mit rotem Jaspis und Obsidian, sowie Keramikscherben und mehr oder weniger dekorierte Perlen und Straußeneierschalen.
Asa Koma („Roter Hügel“) in der Nähe von As Eyla war eine Siedlung gegen Ende des dritten Millenniums vor Christus. Man vermutet, dass die Bewohner vor allem als Fischer gelebt haben, Schakale jagten und Vieh hielten. Man fand Keramik mit Druck-Verzierungen und gemeiselte Gegenstände von guter Qualität. Die Motive erinnern an Keramiken, die im Sudan gefunden wurden. 1989 wurde eine Grabstätte eines älteren Erwachsenen und einer jungen Frau (~ 18) gefunden. Das Grab enthielt zahlreiche Obsidian- und Knochen-Werkzeuge sowie Perlen aus Straußeneierschalen oder Muschelschalen aus dem Roten Meer. Daneben fand man Tierknochen von Schackalen, Flusspferden oder Gazellen, Antilopen und Rindern, sowie Fischgräten von Tilapia und Welsen.

## Klima
|                       | Jan  | Feb  | Mär  | Apr  | Mai  | Jun  | Jul  | Aug  | Sep  | Okt  | Nov  | Dez  |   |      |
| Mittl. Tagesmax. (°C) | 30   | 30,4 | 32,7 | 34,6 | 37,9 | 40,1 | 39,4 | 38,2 | 37,3 | 34,6 | 31,8 | 30,4 | ⌀ | 34,8 |
| Mittl. Tagesmin. (°C) | 19,9 | 21,4 | 23,1 | 24,7 | 27,3 | 29,3 | 27,1 | 26,7 | 27,9 | 24,1 | 21,3 | 20,2 | ⌀ | 24,4 |
|                       |      |      |      |      |      |      |      |      |      |      |      |      |   |      |
| Niederschlag (mm)     | 5    | 9    | 15   | 30   | 9    | 3    | 34   | 44   | 24   | 9    | 3    | 2    | Σ | 187  |

| 19,9 |

| 21,4 |

| 23,1 |

| 24,7 |

| 27,3 |

| 29,3 |

| 27,1 |

| 26,7 |

| 27,9 |

| 24,1 |

| 21,3 |

| 20,2 |

| 19,9 |

| 21,4 |

| 23,1 |

| 24,7 |

| 27,3 |

| 29,3 |

| 27,1 |

| 26,7 |

| 27,9 |

| 24,1 |

| 21,3 |

| 20,2 |